# Gabriele Goderbauer-Marchner
Gabriele Goderbauer-Marchner (* 1960 in Landshut; † 1. Juli 2016 ebenda) war eine deutsche Politikerin (CSU), Journalistin und Journalismus-Professorin.

## Leben
Nach dem Abitur am Gymnasium Seligenthal leistete sie ein Volontariat bei der Landshuter Zeitung und wurde dort Redakteurin und Chefin vom Dienst. An der Universität München studierte sie Politik- und Geschichtswissenschaft sowie Amerikanistik und wurde Akademische Rätin am Geschwister-Scholl-Institut.
1998 wurde sie Professorin für Redaktionspraxis an der Hochschule Mittweida. Bis 2010 war sie Professorin für Journalismus, Mediengeschichte und Medienpolitik, Filmwirtschaft und Filmgeschichte an der Fachhochschule Würzburg-Schweinfurt im Studiengang Medienmanagement. Seit dem Wintersemester 2010/2011 war sie Professorin für Print- und Online-Journalismus im Fachhochschulbereich der Universität der Bundeswehr München.
2016 hatte Goderbauer-Marchner für die Landshuter Mitte für das Amt der Oberbürgermeisterin kandidiert. Anfang Juni zog sie die Kandidatur krankheitsbedingt zurück.
Gabriele Goderbauer-Marchner erlag am 1. Juli 2016 ihrer schweren Erkrankung.

## Politische Ämter
Von 2000 bis Ende 2009 leitete Gabriele Goderbauer-Marchner für den Freistaat Bayern den MedienCampus Bayern, Dachverband für Medienaus- und Weiterbildung.
Überraschend kandidierte sie im Dezember 2010 gegen Siegfried Schneider für die Präsidentschaft der Bayerischen Landeszentrale für neue Medien in der Nachfolge von Wolf-Dieter Ring. Für die CSU saß sie im Landshuter Stadtrat. Im Oktober 2012 gründete sie dort mit Thomas Küffner und Hans-Peter Summer die Arbeitsgruppe Christlich-Soziale Mitte Landshut (CSM).
Über viele Jahre engagierte sie sich im Club der Altstipendiaten der Hanns-Seidel-Stiftung (CdAS) und war stellvertretende Vorsitzende der Regionalgruppe Niederbayern.

## Auszeichnungen
Im Jahr 2010 wurde Goderbauer-Marchner mit dem Johann-Georg-August-Wirth-Preis ausgezeichnet. Die Akademie für neue Medien in Kulmbach stiftete diesen Preis zu ihrem zehnten Jahrestag.